# Sernitz-Niederung und Trockenrasen
Sernitz-Niederung und Trockenrasen este o arie protejată (arie specială de conservare — SAC, sit de importanță comunitară — SCI) din Germania întinsă pe o suprafață de 78,34 ha, integral pe uscat.

## Localizare
Centrul sitului Sernitz-Niederung und Trockenrasen este situat la coordonatele 53°06′05″N 14°00′22″E / 53.1014°N 14.0061°E.

## Înființare
Situl Sernitz-Niederung und Trockenrasen a fost declarat sit de importanță comunitară în martie 2004.

## Biodiversitate
Situată în ecoregiunea continentală, aria protejată conține 5 habitate naturale: Pășuni continentale udate de apa mării, Pajiști calcaroase din nisipuri xerice, Pajiști uscate seminaturale și facies de acoperire cu tufișuri pe substraturi calcaroase (Festuco-Brometalia) (* situri importante pentru orhidee), Pajiști cu Molinia pe soluri calcaroase, turboase sau argilos-nămoloase (Molinion caeruleae), Mlaștini alcaline.
La baza desemnării sitului se află mai multe specii protejate:
- plante (1): Angelica palustris
- nevertebrate (2): Vertigo angustior, Vertigo moulinsiana